# Siliștea (okręg Prahova)
Siliștea – wieś w Rumunii, w okręgu Prahova, w gminie Tătaru. W 2011 roku liczyła 150 mieszkańców.